# Neukaledonische Fußballnationalmannschaft (U-23-Männer)
Die neukaledonische U-23-Fußballnationalmannschaft ist eine Auswahlmannschaft salomonischer Fußballspieler, die der Solomon Islands Football Federation unterliegt. Da der Verband zwar Mitglied des OFC ist, jedoch nicht des IOC, darf sie nicht an der Ozeanien-Qualifikation für die Olympischen Sommerspiele teil. So bestreitet die Mannschaft größtenteils nur internationale Freundschaftsspiele und nahm an den Pazifikspielen 2015 teil.

## Geschichte
Da die Mannschaft nicht an der Olympia-Qualifikation teilnehmen kann, bestritt sie lange nur Freundschaftsspiele, wodurch Spieldaten nicht genau bekannt sind. Der erste bekannte Turnierauftritt der Mannschaft war bei den Pazifikspielen 2015, weil hier einmalig nur U-23-Mannschaften zugelassen waren. Hier landete die Mannschaft mit sechs Punkten auf dem zweiten Platz ihrer Gruppe. Dies berechtigte für die Teilnahme an der K.o.-Phase. Im Halbfinale gelang dann auch ein 2:1-Sieg über Fidschi, welchem dann im Finale ein 2:0-Sieg über Tahiti folgte. Bei der Ausgabe danach war das Turnier dann aber nicht mehr auf U-23-Mannschaften ausgelegt, womit dies die bislang einzige Teilnahme der Mannschaft bei diesem Turnier verblieb.

## Ergebnisse bei Turnieren
| Jahr | Platzierung        |
| ---- | ------------------ |
| 1991 | nicht teilgenommen |
| 1996 | nicht teilgenommen |
| 1999 | nicht teilgenommen |
| 2004 | nicht teilgenommen |
| 2008 | nicht teilgenommen |
| 2012 | nicht teilgenommen |
| 2015 | nicht teilgenommen |
| 2019 | nicht teilgenommen |

| Jahr | Platzierung |
| ---- | ----------- |
| 2015 | 1. Platz    |